# Wjatscheslaw Schapowalow
Wjatscheslaw Schapowalow (kirgisisch Вячеслав Шаповалов; geb. 28. Oktober 1947 in Frunse; gest. 23. Juli 2022 ebenda) war ein kirgisischer Schriftsteller und Übersetzer. Er dichtete zumeist auf Russisch.

## Leben
Schapowalow kam 1947 in Frunse, der damaligen Hauptstadt der Kirgisischen SSR, zur Welt. 1966 begann er sein Studium an der Staatlichen Universität Bischkek. 1971 schloss er sein Studium der russischen Philologie ab und war daraufhin als Dozent und Direktor in verschiedenen Institutionen tätig; zuletzt als Leiter des Zentrums für Übersetzungen an der Kirgisisch-Russischen Slawischen Universität Bischkek. Er war Mitglied des sowjetischen Schriftstellerverbands und Berater des Präsidenten.
Wjatscheslaw Schapowalow war politisch aktiv und debattierte regelmäßig zu politischen und gesellschaftlichen Themen.
Er starb am 23. Juli 2022 im Alter von 74 Jahren in seiner Heimatstadt Frunse.

## Werk
Schapowalow war als Schriftsteller und Übersetzer tätig. Er verfasste 15 Gedichtbände, 6 Monographien und arbeitete an 300 wissenschaftlichen Artikeln mit. Weiterhin übersetzte er über 30 kirgisische Gedichtbände. Seine wohl bekannteste Übersetzung ist die des Epos Manas. Außerdem übersetzte er die Verse zahlreicher Akyne ins Russische, darunter Toktogul Satylganow.